# Lack
Lack – wieś w Polsce, położona w województwie lubelskim, w powiecie włodawskim, w gminie Hanna.
| SIMC    | Nazwa  | Rodzaj    |
| ------- | ------ | --------- |
| 0012368 | Obszar | część wsi |

Wierni Kościoła rzymskokatolickiego należą do parafii Matki Bożej Bolesnej. Jej siedzibą jest zabytkowy kościół Matki Bożej Bolesnej w Lacku, wzniesiony w 1795 jako cerkiew unicka, następnie prawosławna.
W latach 1975–1998 miejscowość administracyjnie należała do województwa bialskopodlaskiego.
Wieś jest sołectwem w gminie Hanna. Według Narodowego Spisu Powszechnego z roku 2011 wieś liczyła 201 mieszkańców.